# ヘルムート・クノッヘン

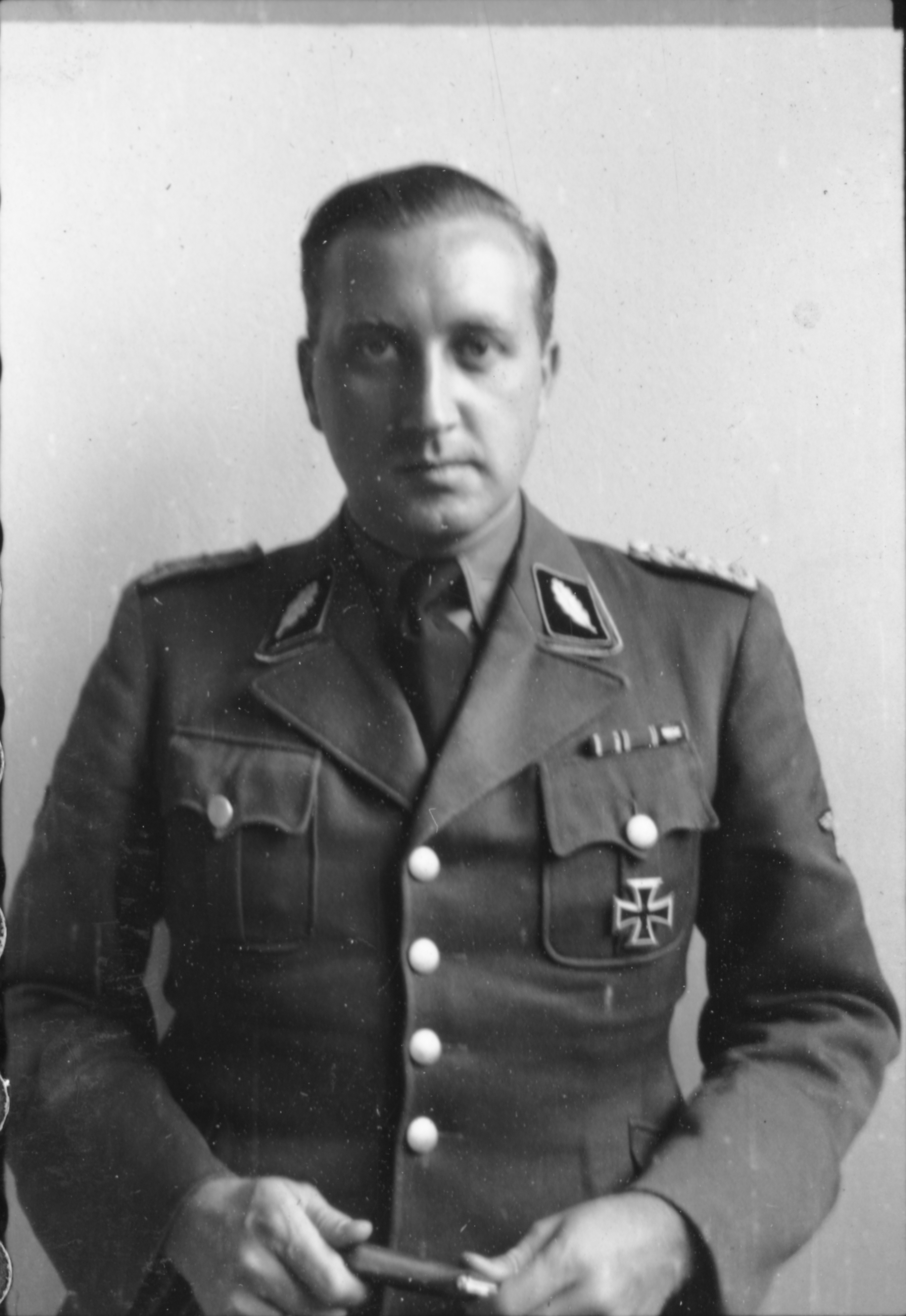
ヘルムート・クノッヘン親衛隊大佐

ヘルムート・クノッヘン（Helmut Knochen、1910年3月14日 - 2003年4月4日）は、ナチス・ドイツの親衛隊員。最終階級は親衛隊大佐（SS-Standartenführer）。
1940年から1944年ドイツ占領下のパリで保安警察と親衛隊情報（SD）の司令官の地位にあった。

## 前半生・ナチス時代
ドイツ、マクデブルクで生まれた。クノッヘンは、ライプツィヒ大学とゲッティンゲン大学で歴史学と英語を学び、ゲッティンゲン大学で哲学博士の学位を取得。彼はナチスが政権を奪取する以前の1932年にナチスに入党。1936年から親衛隊に所属。ラインハルト・ハイドリヒのSDに配属され、II局1部2課（政治的敵課）の課長となる。彼の課の下に左翼活動の監視係があった。1940年5月にフランス・パリの保安警察及びSD司令官（Befehlshaber der Sicherheitspolizei und des SD、略称BdS）に任じられ、彼は副官のクルト・リシュカ（Kurt Lischka）、パリの親衛隊及び警察高級指導者（Höhere SS und Polizeiführer、略称HSSPF）に任じられたカール・オーベルク（Karl Oberg）と共に占領下のパリに入り、200,000人以上の人々を各地のユダヤ人強制収容所に送った。1942年には親衛隊大佐に昇進している。連合軍によるパリ解放の後、クノッヘンは、アドルフ・ヒトラーの個人警護隊（Leibstandarte）に所属していた。

## 敗戦以降
1946年6月、彼はヴッパータールでイギリスの軍事裁判所から、ヴォゲーゼンで捕虜になったイギリス人のパイロットを殺害した罪により死刑の判決を受ける。しかし刑を執行されず、彼は1947年7月1日フランスに移送される。フランスで彼は、1954年10月10日パリでフランスの軍事裁判所によりまたもや死刑の判決を受ける。1958年判決は、終身刑に変更され、1962年フランスの監獄から釈放される。ドイツに戻って、クノッヘンは当初バーデンバーデンに落ち着くが、その後クラウスタール=ツェーラーフェルト近くのハーネンクレー（Hahnenklee）に移る。最初の結婚生活で、長男が誕生。1963年以降、彼はオッフェンバッハ・アム・マインに居住。ヘルムート・クノッヘンは、保険代理人業を営み、1982年二度目の結婚をした。
2003年4月4日死去。93歳没。